# Mutter, Kutter, Kind

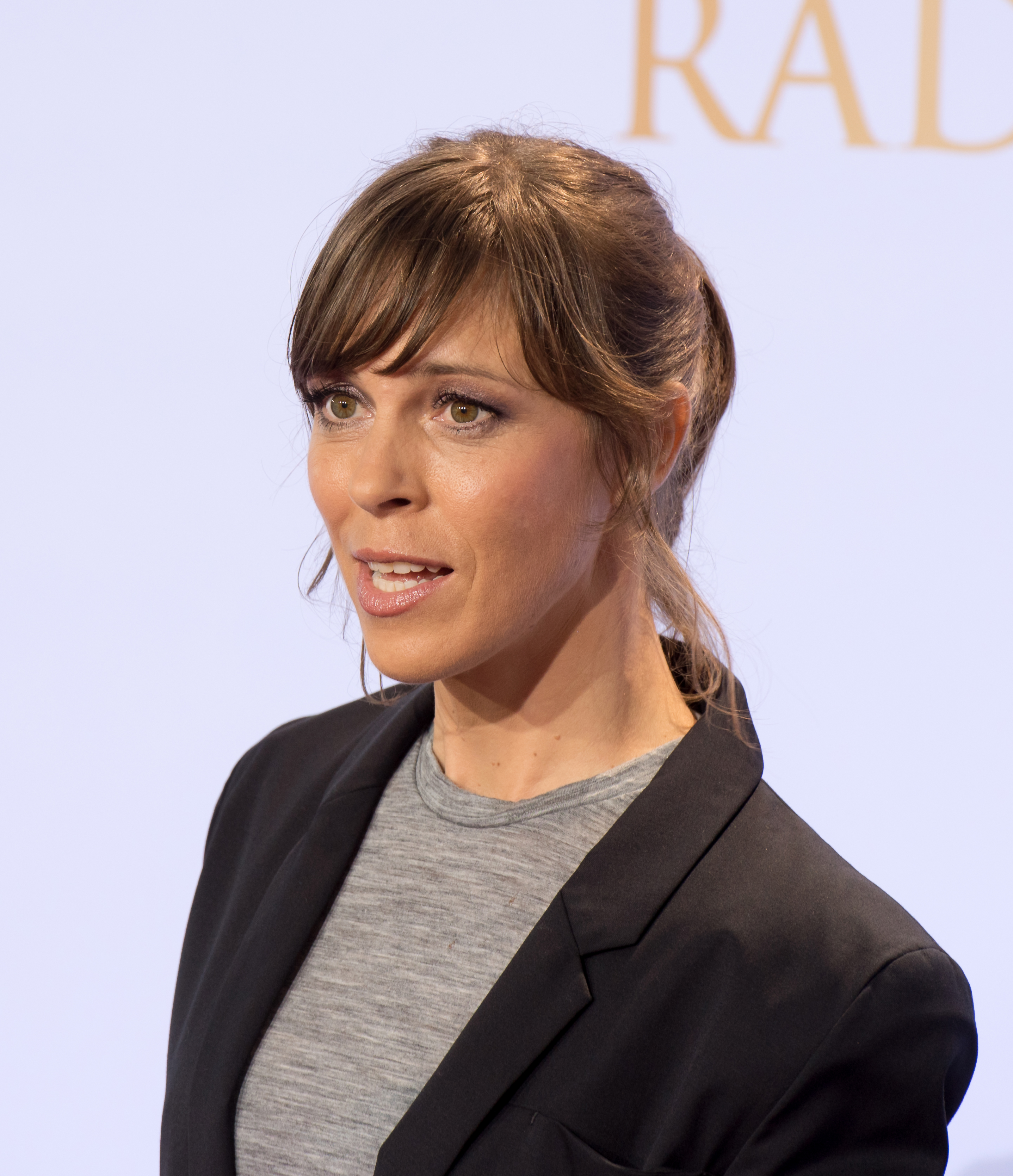
Anneke Kim Sarnau spielt Mutter Heddi (Foto von 2016)

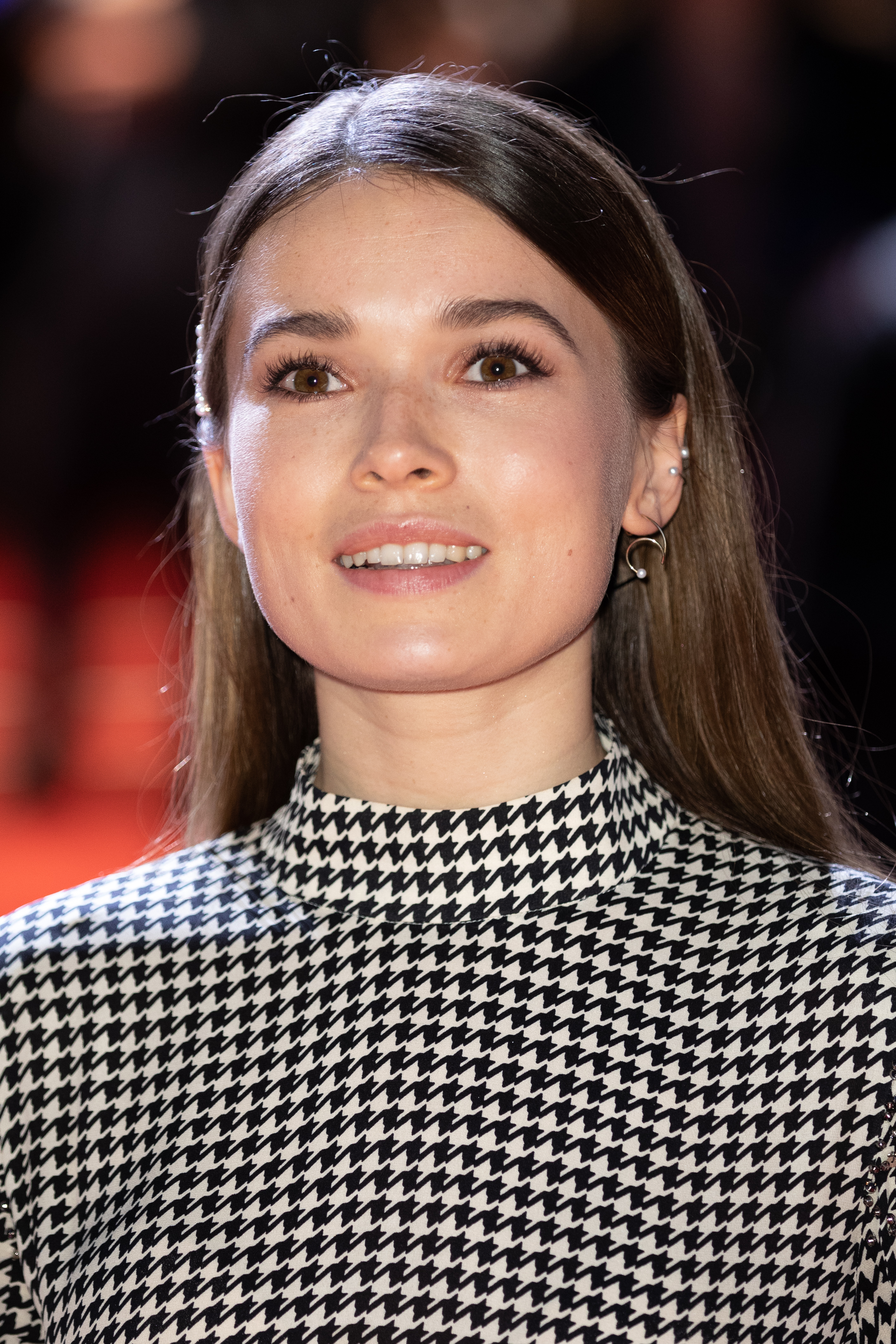
Zoe Moore spielt Tochter Eva (Foto von 2019)

Mutter, Kutter, Kind ist ein deutsches Filmdrama von Matthias Tiefenbacher aus dem Jahr 2021. Der Film wurde am 2. Oktober 2021 auf dem Filmfest Hamburg uraufgeführt, die Fernseherstausstrahlung erfolgte im Abendprogramm des Ersten im Rahmen der Reihe Endlich Freitag im Ersten am 2. September 2022.

## Handlung
Heddi arbeitet in dem kleinen Ort Schullhagen an der Ostsee als Küstenfischerin. Sie kann sich mit der Arbeit und den vorgegebenen geringen Fangquoten gerade so über Wasser halten. Ihre Mutter Lore wohnt in der Nähe, in dem Haus, in dem die Familie aufgewachsen ist. Seit zehn Jahren hat Heddi keinen Kontakt mehr zu ihrer erwachsenen, in Hamburg lebenden Tochter Eva, die sich unermüdlich für den Umweltschutz einsetzt. Ihren Enkel Jannis kennt Heddi fast nur von Fotos, denn Eva besucht ihre Heimat immer nur dann, wenn Heddi nicht da ist und sie ihrer Mutter so aus dem Weg gehen kann. Doch jetzt kommen Eva und Jannis plötzlich zu Lores 77. Geburtstag. Tatsächlich möchte Eva ihre Großmutter jedoch bitten, Jannis für ein halbes Jahr zu sich zu nehmen, da sie wegen einer schief gelaufenen Protestaktion ins Gefängnis müsse. Lore willigt zunächst ein.
Die unerwartete Ankunft von Eva belastet Heddi und ihre Beziehung, denn ihr Freund Elyas wusste bislang nicht einmal, dass sie eine Tochter und ein Enkelkind hat. Sie erzählt ihm, dass sie seit der Schwangerschaft immer wieder depressive Episoden durchlebt habe und nie eine richtige Bindung zu Eva habe entwickeln können. Sie offenbart ihm auch, dass ihr Mann bei einem Autounfall ums Leben gekommen sei, sie danach einen Nervenzusammenbruch hatte und Eva ihr seitdem die Schuld am Tod des Vaters gebe.
Während Eva ihre Mutter permanent meidet, sucht Jannis hingegen Kontakt zu seiner Oma und versteckt sich sogar auf Heddis Kutter, um sie bei der Arbeit erleben zu können. Als ersichtlich wird, dass Lore die Betreuung von Jannis in ihrem Alter zu viel abverlangt, muss sich Eva etwas einfallen lassen. Sie bittet schließlich Heddi, sich gemeinsam mit Lore um Jannis zu kümmern. Die neue Situation führt zu Gesprächen, bei denen sich die drei Frauen Dinge sagen, über die jahrelang geschwiegen wurde. Als Jannis ein Gespräch von Heddi und Eva belauscht und so erfährt, dass seine Mutter ins Gefängnis muss und ihm nichts davon gesagt wurde, läuft er zwischenzeitlich davon. Schließlich können sich die Beteiligten mit dem Jugendamt einigen.
Die Familie feiert gemeinsam Lores Geburtstag. Heddi sagt ihrer Mutter, dass sie bei ihrer Gästezimmervermietung einsteigen wird, worüber diese sich sehr freut. Am Abend nimmt Lore Eva zur Seite und sagt ihr, was beim Unfall wirklich vorgefallen sei. Nicht Heddi habe ihren Vater im Streit abgelenkt und den Unfall provoziert, sondern die mit dem Streit überforderte Eva habe die Tür öffnen wollen, worauf ihr Vater sie festhielt und so die Kontrolle über das Fahrzeug verlor. Auf die Frage, warum ihre Mutter ihr das nie erzählt habe, erwidert Lore, dass sie es wohl aus Liebe getan habe.
Am nächsten Morgen fährt Heddi mit Eva nach Hamburg, wo diese ihre Haftstrafe antreten soll. Bei einem Zwischenstopp kommt es zu einer Umarmung der beiden Frauen.

## Produktion
Der Film wurde vom 22. März bis zum 22. April 2021 in Ostholstein und Hamburg gedreht. Die Dreharbeiten fanden in Niendorf an der Ostsee, in Timmendorfer Strand und in Dahme statt. Das Filmteam erhielt Unterstützung durch die einheimischen Fischer und die Gemeinden sowie von den Rettungsschwimmern der DLRG. Anneke Kim Sarnau habe nach Einweisung das Fischerboot eigenständig gesteuert.

## Rezeption

### Kritiken
Das Lexikon des internationalen Films beschreibt den Film als eine „[v]ersöhnliche Komödie um drei Generationen starker Frauen, in der auch die Zusammenhänge zwischen Umweltbewusstsein und Fischerei in den Figuren einander gegenübergestellt werden.“
Rainer Tittelbach gibt dem Film in seiner Besprechung bei tittelbach.tv insgesamt 4,5 von 6 Sternen.
Oliver Armknecht gibt dem Film in seiner Kritik auf film-rezensionen.de insgesamt 5 von 10 Punkten.

### Einschaltquoten
Die Erstausstrahlung des Films am 2. September 2022 wurde in Deutschland 3,05 Millionen Zuschauern gesehen und erreichte so einen Marktanteil von 13,0 % für Das Erste.